# Lodospady Szmaragdowe
Lodospady Szmaragdowe (ang. Emerald Icefalls) – lodospady na Wyspie Króla Jerzego, opadają od lodowca Kopuła Arctowskiego na północne brzegi fiordu Ezcurra Inlet. Lodospady położone są pomiędzy wzgórzem Pond Hill a Przylądkiem Zwierciadło. 
Nazwa nadana przez polską ekspedycję antarktyczną pochodzi od koloru serakowych lodospadów.